# Бряг Шакълтън
Бряг Шакълтън (на английски: Shackleton Coast) е част от крайбрежието на Източна Антарктида, в южната част на Земя Виктория, простиращ се между 80°25’ и 83°45’ ю.ш. и 161° и 172°45’ и.д. Брегът заема част от южния участък на Земя Виктория, попадащ в акваторията на шелфовия ледник Рос, между нос Селборн на север и ледника Бирдмор на юг. На север граничи с Брега Хилари, а на югоизток – с Брега Дуфек на Земя Виктория. Крайбрежието е сравнително слабо разчленено от няколко ледени залива – Берн, Бомон, Шакълтън и др. и слабо вдадени полуострови. По цялото протежение на Брега Шакълтън, от север-северозапад на юг-югоизток се простира участък от Трансантарктическите планини на Антарктида. В тях се издигат както надлъжни така и напречни хребети – Холънд (3320 m), Куин Елизабет (вр. Маркъм 4350 m), Куин Александра (вр. Кърпатрик 4530 m). Югозападно от Трансантарктическите планини е разположено обширно ледниково плато с надморска височина 2400 – 2600 m. Между напречните хребети надолу към шелфовия ледник Рос се спускат мощни планински ледници – Бърд, Старшот, Нимрод, Роб, Ленокс Кинг, Бирдмор и др.
Брегът Шакълтън е открит и частично изследван от британската антарктическа експедиция през 1902 – 03 г., възглавявана от видния полярен изследовател Робърт Скот и неговия партньор Ърнест Шакълтън. През 1907 – 09 и 1914 – 17 г. Ърнест Шакълтън провежда още две британски експедиции в района, като по време на трите експедиции този участък от крайбрежието и вътрешността на континента е изцяло открит, изследван и детайлно картиран в резултат на извършените масови топографски дейности. През 1961 г. Комитета по антарктическите названия на Нова Зеландия, вземайки предвид големите заслуги на Ърнест Шакълтън за изследването на региона, наименува този участък от крайбрежието на Земя Виктория Бряг Шакълтън в негова чест.